# Montesquieu-Volvestre
Montesquieu-Volvestre là một xã thuộc tỉnh Haute-Garonne trong vùng Occitanie tây nam nước Pháp. Xã này nằm ở khu vực có độ cao trung bình 226 mét trên mực nước biển..